# Alvania purpurea
Alvania purpurea is een slakkensoort uit de familie van de Rissoidae. De wetenschappelijke naam van de soort is voor het eerst geldig gepubliceerd in 1871 door Dall.